# 30Y busz (Győr)
A győri 30Y jelzésű autóbusz a Révai Miklós utca és a Győrszentiván, Kálmán Imre út megállóhelyek között közlekedik az AUDI gyár, a Rába gyár, és az Ipari Park érintésével. A vonalat a Volánbusz üzemelteti.

## Közlekedése
Csak munkanapokon közlekedik, a műszakváltásokhoz igazítva.

## Útvonala
| Győrszentiván, Kálmán Imre út felé | Révai Miklós utca felé |
| --- | --- |
| Révai Miklós utca – Révai Miklós utca – Városház tér – Szent István út – Bisinger József híd – Mártírok útja – Audi Hungária út – Kardán utca – Martin utca – Reptéri út – Hűtőház utca – Hecsei út – Szentiváni út – Juharfa utca – Mandulafa sor – Berkenyefa sor – Gesztenyefa út – Juharfa utca – Nyírfa sor – Gesztenyefa út – Juharfa utca – Tibormajori út – Ipari Park, Almafa utca, Czompa Kft. – Tibormajori út – LOC 2 logisztikai csarnok – Tibormajori út – Egressy Béni út – Pince út – Déryné út – Kör tér – Sugár út – Vajda János utca – Felüljáró út – Győrszentiván, Kálmán Imre út | Győrszentiván, Kálmán Imre út – Felüljáró út – Vajda János utca – Sugár út – Kör tér – Déryné út – Pince út – Egressy Béni út – Tibormajori út – LOC 2 logisztikai csarnok – Tibormajori út – Ipari Park, Almafa utca, Czompa Kft. – Tibormajori út – Juharfa utca – Nyírfa sor – Gesztenyefa út – Berkenyefa sor – Mandulafa sor – Szentiváni út – Hecsei út – Hűtőház utca – Reptéri út – Martin utca – Kardán utca – Audi Hungária út – Mártírok útja – Bisinger József híd – Szent István út – Gárdonyi Géza utca – Révai Miklós utca – Révai Miklós utca |

## Megállóhelyei
Az átszállási kapcsolatok között a 30-as, 30A, 30B, 31-es és 31A jelzésű járatok nincsenek feltüntetve.
| 0  | Révai Miklós utca végállomás                                                      | 44 | 1, 1A, 2, 5, 5B, 5R, 6, 7, 8, 8B, 9, 9A, 11, 12, 12A, 14, 14B, 15, 15A, 17, 17B, 19, 19A, 21, 21B, 22, 22A, 22B, 22Y, 29, 37, 38, 38A, 42, CITY Távolsági járatok S10 G10 , IC, InterRégió, EC, EN, ER, gyorsvonat, expresszvonat, | Győr Helyi autóbusz-állomás, Bisinger József park, Posta, Városháza, Honvéd liget, Révai Miklós Gimnázium, Földhivatal, Megyeháza, Győri Törvényszék, Büntetés-végrehajtási Intézet, Richter János Hangverseny- és Konferenciaterem, Vízügyi Igazgatóság, Zenés szökőkút, Bisinger József park, Kormányablak |
| 1  | Városháza                                                                         | ∫  | 1, 1A, 2, 5, 5B, 5R, 6, 7, 8, 8B, 9, 9A, 11, 12, 12A, 14, 14B, 15, 15A, 17, 17B, 19, 19A, 21, 21B, 22, 22A, 22B, 22Y, 29, 37, 38, 38A, 42, CITY Távolsági járatok S10 G10 , IC, InterRégió, EC, EN, ER, gyorsvonat, expresszvonat, | Győr Helyi autóbusz-állomás, Bisinger József park, Posta, Városháza, Honvéd liget, Révai Miklós Gimnázium, Földhivatal, Megyeháza, Győri Törvényszék, Büntetés-végrehajtási Intézet, Richter János Hangverseny- és Konferenciaterem, Vízügyi Igazgatóság, Zenés szökőkút, Bisinger József park, Kormányablak |
| 3  | Szent István út, Iparkamara (↓) Gárdonyi Géza utca (↑)                            | 43 | 6, 7, 8, 8B, 10, 11, 11Y, 12, 12A, 14, 14B, 15, 15A, 42, CITY | Győr-Moson-Sopron Vármegyei Kereskedelmi és Iparkamara, GYSZSZC Deák Ferenc Közgazdasági Szakgimnáziuma, Révai Parkolóház, Bisinger József park |
| 5  | Mártírok útja                                                                     | 39 | 42 | Lukács Sándor Mechatronikai és Gépészeti Szakgimnázium, Szakközépiskola és Kollégium, Galgóczi Erzsébet Városi Könyvtár |
| 9  | Íves utca                                                                         | 35 | 12, 12A, 20, 20Y, 24 | |
| 10 | AUDI gyár, főbejárat                                                              | 34 | 12, 12A, 15, 15A, 20, 20Y, 24 | AUDI gyár |
| 11 | Kardán utca, AUDI gyár, 3-as porta                                                | 33 | 12, 12A, 15, 15A, 20, 20Y, 24 | AUDI gyár, RÁBA gyár |
| 12 | Rába gyár, személyporta                                                           | 32 | 12, 12A, 15, 15A, 20, 20Y, 24 | AUDI gyár, RÁBA gyár |
| 13 | AUDI gyár, 4-es porta                                                             | 31 | 12, 12A, 15, 15A, 20, 20Y, 24 | AUDI gyár |
| 14 | Oxigéngyári utca                                                                  | 29 | 12, 12A, 15, 15A, 20, 20Y, 24 | |
| 16 | Hecsepuszta                                                                       | 27 | 15, 15A, 23 | |
| 18 | Ipari Park, felüljáró                                                             | 25 | 15 | |
| 19 | Ipari Park, Csörgőfa sor                                                          | 23 | 15, 25, 38 | |
| 20 | Ipari Park, MAN Kft.                                                              | 21 | 15, 25, 38 | |
| 21 | Ipari Park, Propex Kft.                                                           | 20 | 15, 25, 38 | |
| 22 | Ipari Park, Innonet központ                                                       | 19 | 15, 25, 38 | |
| 23 | Ipari Park, VT Mechatronics Kft. (Korábban: Ipari Park, STS Group Zrt. (Datamen)) | 18 | 15, 25, 38 | |
| 24 | Ipari Park, Szinflex Plus Kft.                                                    | 17 | 15, 25, 26, 28, 38, 38A | |
| 25 | Ipari Park, Almafa utca, Czompa Kft.                                              | 16 | 15, 25, 26, 28, 38, 38A | |
| 26 | LOC 1 logisztikai csarnok                                                         | 15 | 28 | |
| 28 | LOC 2 logisztikai csarnok                                                         | 13 | 28 | |
| 33 | Déryné út, mozi                                                                   | 8  | | Duna Filmszínház |
| 34 | Győrszentiván, részönkormányzat                                                   | 7  | 23 | Győrszentiváni részönkormányzat, Kossuth Lajos Művelődési Ház |
| 36 | Kör tér                                                                           | 6  | 23 | Orvosi rendelő |
| 37 | Sugár út, óvoda                                                                   | 5  | 23 | Győrszentiváni Óvoda |
| 39 | Sugár út, Vajda utca                                                              | 3  | 23 | Sugár úti temető |
| 41 | Vajda utca, Móricz Zsigmond iskola                                                | 2  | 23 | Móricz Zsigmond Általános Iskola |
| 43 | Győrszentiván, Kálmán Imre út végállomás                                          | 0  | 23 | |